# Никола Милекић Корчагин
Никола Милекић Корчагин (Крушевац, 1926 — 10. јануар 1956) био је учесник Народноослободилачке борбе и потпуковник-пилот авијације ЈНА.

## Биографија
Рођен је 1926. у Крушевцу у радничкој породици. Након што му је 1936. умрла мајка, старији брат га је повео са собом у Београд, где је још као дечак радио у књижари Његош, у Улици краља Петра.
Након Априлског рата и окупације Југославије, у лето 1941. као петнаестогодишњак напустио је Београд и ступио у Посавски партизански одред. Био је борац Другог београдског батаљона, где су га саборци због његове младости прозвали Корчагин по Павлу Корчагину, главном лику романа Како се калио челик. Заједно са овим батаљоном учествовао је у борбама на Руднику и Златибору, као и у нападу на Сјеницу, крајем децембра 1941. године. Половином јануара 1942. у рејону Пала, овај батаљон је ступио у Прву пролетерску ударну бригаду, као њен Шести београдски батаљон.
У саставу Прве пролетерске бригаде, Корчагин је као иузетно млад био одређен за курира при Штабу бригаде. Новембра 1941. примљен је у чланство Савеза комунистичке омладине (СКОЈ), а новембра 1943. у чланство Комунистичке партије Југославије (КПЈ). Октобра 1943. прешао је у Прву далматинску бригаду, у којој се налазио на дужности омладинског руководиоца бригаде, а јуна 1944. је прешао у 23. српску дивизију, где је био руководилац СКОЈ-а.
Након ослобођења Крушевца, у јесен 1944. због младости демобилисан је из НОВЈ и укључен у рад Окружног комитета СКОЈ-а за Крушевац. На лично инсистирање враћен је у Југословенску армију (ЈА) и фебруара 1947. упућен на школовање за војног пилота у Совјетски Савез. Након повратка у Југославију, службовао је у Југословенском ратном ваздухопловству, где се налазио на дужностима политичког комесара батаљона и пука и помоћника команданта ваздухопловне дивизије.
Погинуо је 10. јануара 1956. у авионској несрећи. Сахрањен је у Алеји народних хероја на Новом гробљу у Београду.
Носилац је Партизанске споменице и других југословенских одликовања, међу којима су — Орден заслуга за народ другог реда, Орден братства и јединства другог реда, Орден за војне заслуге другог реда, два Ордена за храброст и два Ордена партизанске звезде трећег реда.